# Heppingsen
Heppingsen ist als Teil der ehemals selbstständigen Gemeinde Frönsberg in Nordrhein-Westfalen seit dem 1. Januar 1975 ein Ortsteil der Stadt Hemer. Erstmals erwähnt wurde die Ansiedlung 1485 als „Heppinckhysen“.
Heppingsen liegt im Stephanopeler Tal im Südosten der Stadt, zwischen Heppingserbach im Norden und Heidermühle im Süden. Weitere Nachbarsiedlungen sind Hültershagen, Ebberg und Heide.
Für die Gemeinde Frönsberg wurde im Ortsteil Heppingsen in den 1940er Jahren ein Friedhof angelegt und auf diesem ein Ehrenmal für die Gefallenen beider Weltkriege errichtet.

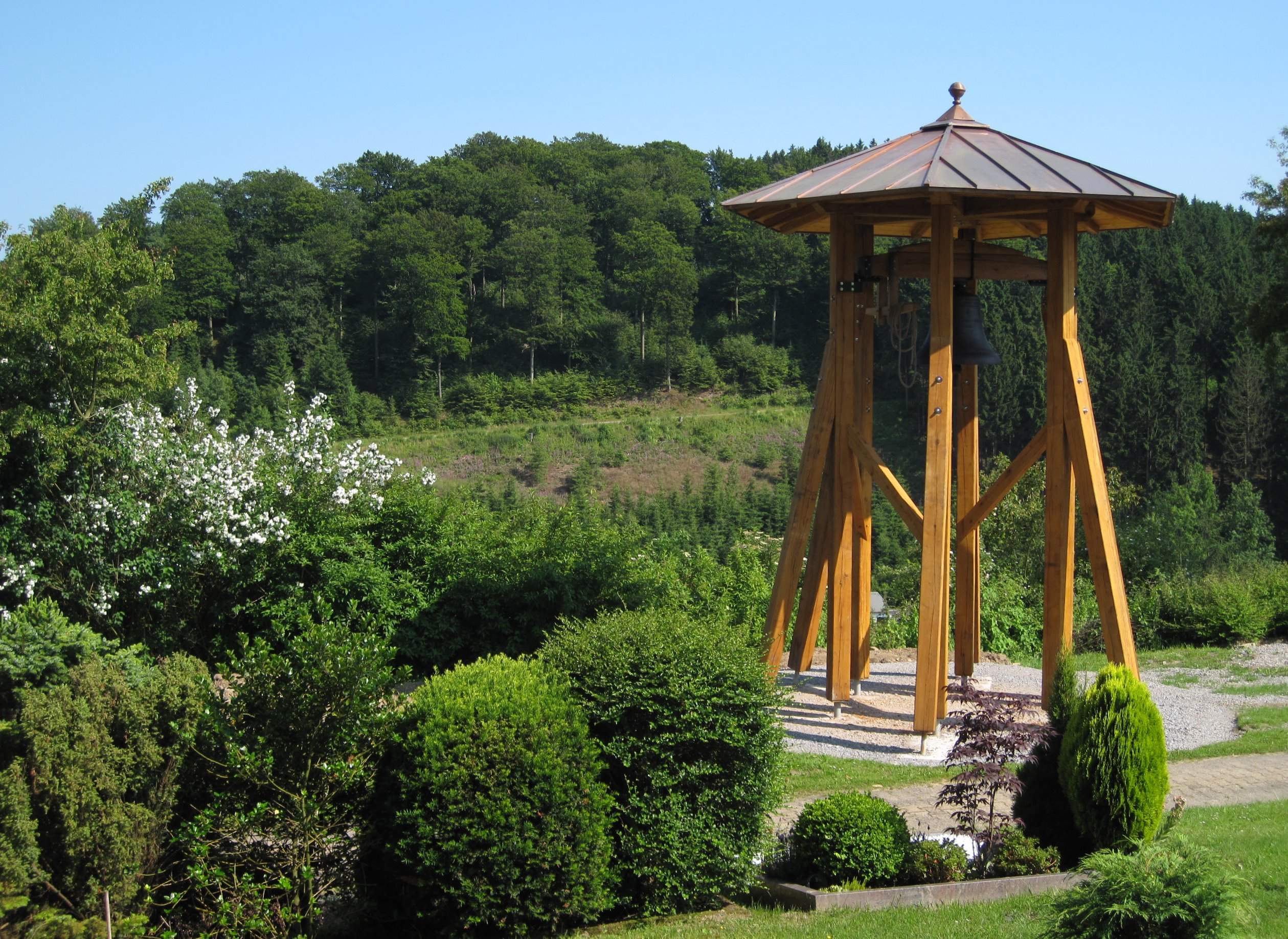
Glockenturm auf dem Friedhof

Bevor im Jahr 2008 ein neues Dorfgemeinschaftshaus in Ispei eingeweiht wurde, wurde das Feuerwehrhaus Heppingsen von der Löschgruppe Frönsberg der Freiwilligen Feuerwehr Hemer genutzt. Erbaut wurde das heute in Privatbesitz befindliche Gebäude in den Jahren 1928 und 1929. Im Turm hing eine 320 Kilogramm schwere Gussstahlglocke, deren Herkunft unbekannt ist. Nach der Aufschrift über dem Hakenkreuz wurde die Glocke vom Bochumer Verein gegossen. Auf der Flanke befindet sich unter der Inschrift „Glaube – Liebe – Hoffnung“ die Jahreszahl 1938. Wenn auf dem nahe gelegenen Friedhof eine Beerdigung stattfand, wurde im Feuerwehrhaus diese Glocke geläutet.
Nach dem Verkauf des Feuerwehrhauses wurde die Glocke in die Friedhofskapelle verbracht und lagerte dort fünf Jahre. 2013 errichteten Mitglieder der Frönsberger Ortsvereine, unterstützt durch die evangelische Kirchengemeinde und private Sponsoren, auf dem Friedhof für die Glocke einen neuen Turm aus Holz. Die Einweihung des Glockenturmes erfolgte am 21. Juli 2013. Das Projekt kostete 10.000 Euro.
Unweit des Feuerwehrhauses befand sich bis Anfang 2000 eine Niederschlagsmessstation des Deutschen Wetterdienstes Offenbach.